# Kathy Sheehan
Pour les articles homonymes, voir Sheehan.
Katherine Sheehan dite Kathy Sheehan, née le 5 décembre 1963 à Chicago, est une femme politique américaine membre du Parti démocrate, actuellement maire de la ville d'Albany, capitale de l'État de New York.

## Biographie
En 2009, Sheehan est élue trésorière d'Albany, et est en poste de janvier 2010 à décembre 2013. Le 17 novembre 2012, elle annonce sa candidature à la mairie de la ville.
Sheehan remporte les élections avec plus de 80 % des suffrages, mais avec une participation exceptionnellement faible : moins de 20 % des électeurs admissibles ont voté. Ainsi, elle devient la nouvelle maire d'Albany, succédant à Gerald Jennings, resté 20 ans en fonction. Elle est la première femme maire de l’histoire de la ville.